# 砂拉越元
砂拉越元（英语：SARAWAK DOLLAR），又称砂拉越币。是指1868年至1941年日本占领后和1945年日本投降后至1953年砂拉越王国和英属砂拉越直辖殖民地统治时期所使用的货币。
1942年-1945年的砂拉越日佔時期，紙鈔發行匯率固定在1美元=1日元，為二戰中1：2的貨幣比例。後期日本當局在發行香蕉票後以2砂拉越元=4便士的方式向砂拉越當地回收。

## 面值

### 硬幣

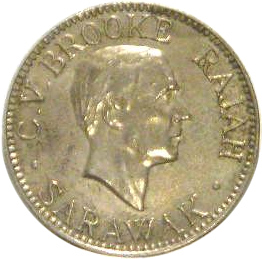
鑄造於1920年的砂拉越第三任拉者溫納·布魯克的10分面值硬幣正面肖像

所有砂拉越元的硬幣上方均撰有名字及砂歷任砂拉越拉惹的頭像及名稱，首任拉者詹姆斯·布魯克於1868年前，并在後期的第二任拉惹查理斯·布魯克上位後為更至其肖像至1917年和維納·布魯克在1917年至最終戰前的1938年。砂拉越硬幣的主要面值初為1/4分、1/2分、1分、5分、10分、20分與50分，其中1/4分為小版面值於首次發行並停止發行，1896年為最後一次鑄造並發行。1/2分為大多數面值與形態在1933年停止發行，1892年，1分硬幣最初為開孔，後在1897年終止發行並銷毀打孔版本。
在1920年，一分硬幣主要以鐵與鋼鑄造。1927年再次改為銅鑄造，5分與10分硬幣為80%為鐵鑄造於1920年前，但在後期因鐵礦不足將原材料降至40%。而20分與50分硬幣在1920年因鐵重新回收後為80%-40%。

### 紙鈔

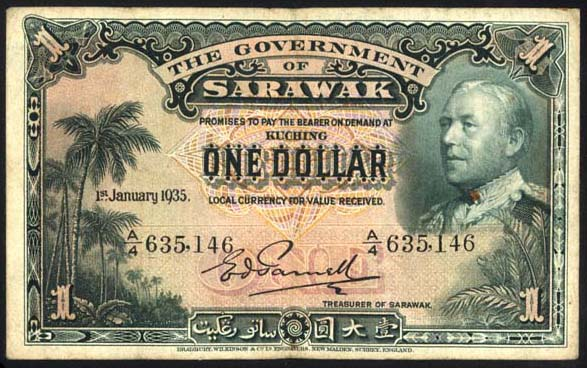
發行於1935年的砂拉越王國一分紙幣

首版紙鈔由砂拉越中央銀行發行，而編號以低版冠號爲主。1919年砂拉越王國政府發行10分與25分紙幣，其主要爲回收之後重新發行。但在歷史上，鈔票面值一共有5分、10分、20分、25分、50分、1元、5元、10元、25元、50元與100元。

## 外部鏈接
- Coins from Sarawak （页面存档备份，存于）